# Adnan Polat

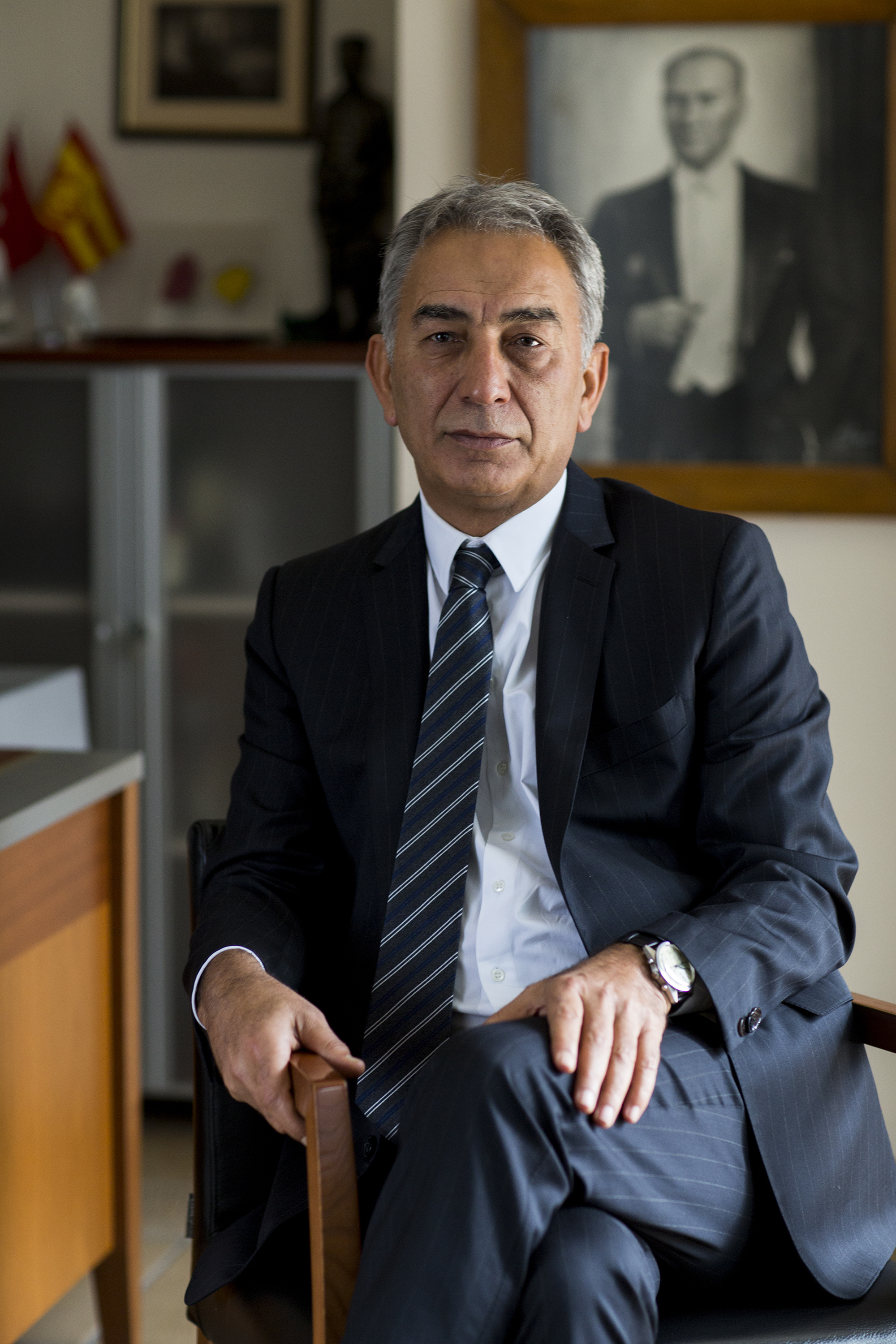
Adnan Polat

Adnan Polat (* 1953 in Aşkale, Erzurum) ist ein türkischer Geschäftsmann. Er war von März 2008 bis Mai 2011 Präsident des Istanbuler Sportklubs Galatasaray Istanbul und ist Erster Vorsitzender der Türkischen Keramik Federation.

## Leben und Wirken
Nach erfolgreichem Abschluss der Oberstufe im Jahre 1976 studierte Adnan Polat an der Long Island University in den USA Betriebswirtschaftslehre. Nach dem Studium kehrte er zurück in die Türkei und fing mit seiner Karriere in der Baubranche an. Ab 1981 war er zehn Jahre lang CEO der EGE Ceramics. Er ist außerdem der Besitzer der Polat Renaissance Hotels.
1997 wurde er zum Honorarkonsul von Thailand ernannt. Zwei Jahre später trat er als Kandidat der Republikanischen Volkspartei zur Wahl für das Amt des Oberbürgermeisters von Istanbul an, hatte jedoch keinen Erfolg. 2007 wurde er mit dem Verdienstorden der Italienischen Republik ausgezeichnet.
Adnan Polat war zwischen 1992 und 1996 der Vizepräsident von Alp Yalman bei Galatasaray. Zwischen 2006 und seiner Wahl zum 33. Präsidenten des Vereins im März 2008 war er ebenfalls Vizepräsident unter Özhan Canaydin. Von März 2008 bis Mai 2011 hatte er das Amt des Vereinspräsidenten inne.
Er ist seit 1980 mit seiner Ehefrau Ayşe Polat verheiratet und Vater zweier Kinder.

## Auszeichnungen
- Italien: Verdienstorden der Italienischen Republik (Offizier) (2. Juni 2006)[1]